# Фијат BR.1
Фиат BR.1 (итал. Fiat B.R.1) је бомбардерски авион направљен је и коришћен у Италији између два рата. Авион је први пут полетео 1924. године. 

## Пројектовање и развој
Побољшани пројекат BR.1, је имао измењену носећу конструкцију трупа, међукрилне подупираче у облику слова V (типа Ворен), који су постали карактеристика свих наредних двокрилаца инжењера Росателија, и нови стајни трап широког колосека са независним точковима и њиховим носачима. Авион је задржао мотор Фиат А.14, али је предњи хладњак замењен модернијим. Нови бомбардер је показао побољшане перформансе лета и повећану носивост бомби у поређењу са авионом BR.

## Технички опис
Труп има просторну челичну конструкцију обавијену челичном мрежом која формира облик трупа. Предњи део трупа у коме се налази мотор и пилотска кабина су обложени алуминијумским лимом а остатак према репу је облепљен обојеним платном. У трупу се налазе два отворена кокпита један иза другог. Пилотска кабина са ветробранским стаклом и потребним инструментаријумом за сигуран лет се налази у првом кокпиту а у другом је нишанђија бомбер који има обртни митраљез за одбрану авиона у случају напада.. Прегледност из пилотске кабине је била добра јер се хладњак налазио испред мотора.
Авион Фиат BR је био опремљен 12-то цилиндричним мотором са линијским V распоредом цилиндара и течношћу хлађен Fiat A.14 снаге 700  (515 ). У то време је сматран једним од најјачих мотора коришћени у ваздухопловству. На вратилу мотора се налазила двокрака дрвена вучна елиса фиксног корака.
Крила су била металне конструкције са две рамењаче, релативно танког профила, пресвучена импрегнираним платном. Крилца за управљање авионом су се налазила само на горњим крилима. Крила нису била једнака по својим димензијама, доње крило је имало мањи размах од горњег крила, оба крила су била исте ширине и правоугаоног облика. Горња и доња крила су међусобно била повезана и укрућена V упорницама направљених од челичних цеви (Воренова греда). Спојеви предње ивице са бочним ивица крила су полукружно изведени.
Конструкције репних крила и вертикални стабилизатор као и кормило правца су била направљена од метала пресвучена платном. Хоризонтални стабилизатори су са доње стране укрућени упорницама ослоњеним на труп авиона.
Стајни трап је био, за то време, конвенционалан фиксан, бициклистичког типа, са једноставним точковима међусобно независна (нема фиксне осовине на којој су точкови). Конструкција трапа је била од заварених челичних цеви. Уклањањем фиксне осовине из стајног трапа ослободио се труп авиона за постављање торпеда.  Испод репа, авион је имао дрвену еластичну дрљачу као трећу ослону тачку.

## Наоружање
Авион је био наоружан једним покретним митраљезом који је био монтиран на рундели на другом кокпиту. Укупни товар бомби које је могао да понесе овај авион је износио 630 kg.
| Наоружање авиона: Фиат         |     |
| Ватрено (стрељачко) наоружање  |     |
| Топ                            |     |
| Митраљез                       |     |
| Број и ознака митраљеза        | 1   |
| Бомбардерско наоружање (бомбе) |     |
| Укупна маса                    | 630 |
| Ракетно наоружање (ракете)     |     |

## Верзије
Усавршавањем авиона Фиат BR.1, развијен је следећи авион у породици Фиат BR.2.

## Оперативно коришћење
Произведено је  око 150 авиона Фиат BR.1. Почевши од 1924., BR.1 је постепено заменио претходни BR из којег је настао у одељењима за бомбардовање Региа Аеронаутица. 
Фиат BR.1 је поставио светски рекорд подизањем терета од 1.500 kg на висину од 5.516 m. Авион BR.1 коришћен је у експериментима са новим ротирајућим бацачем бомби типа цилиндра, а коришћен је и за експерименте у бацању торпеда. Авиони су служили својој намени од 1926. до 1937. године. Када су застарели за прву линију, служили су за обуку пилота. 
Два примерка је купила шведска војна авијација, тамо су добили ознаку Б.2.

### Сачувани примерци
Није сачуван ниједан примерак овог авиона.

## Земље које су користиле авион
- Италија
- Шведска